# المجموعات الإقليمية للأمم المتحدة
المجموعات الإقليمية للأمم المتحدة هي المجموعات الإقليمية الجيوسياسية للدول الأعضاء في الأمم المتحدة. في الأصل، تم تجميع الدول الأعضاء في الأمم المتحدة بشكل غير رسمي في خمس مجموعات إقليمية جيوسياسية. إن ما بدأ كوسيلة غير رسمية لتقاسم توزيع الوظائف للجان الجمعية العامة اتخذ دوراً أكثر توسعاً بكثير. يتم تخصيص العديد من هيئات الأمم المتحدة على أساس التمثيل الجغرافي. وتتناوب المجموعات الإقليمية على المناصب القيادية العليا، بما في ذلك الأمين العام ورئيس الجمعية العامة. كما تنسق المجموعات السياسة الجوهرية وتشكل جبهات مشتركة للمفاوضات وتصويت الكتل.

المجموعات الإقليمية

## روابط خارجية
- برنامج الأمم المتحدة المشترك المعني بفيروس نقص المناعة البشرية / الإيدز ، دليل الحوكمة ، يناير 2010 (ص.   28،29) ؛ وثيقة PDF على موقع الأمم المتحدة للإيدز.